# Governatorato di Hadramawt
Ḥaḍramawt o, all'inglese, Hadhramaut (in arabo: حضرموت) è un governatorato dello Yemen e corrisponde alla regione storica dell'Hadramawt.
Dal 2004 al 2013 il governatorato comprendeva l'isola di Socotra ed alcune isole vicine al largo della costa della Migiurtinia (Somalia), ma a partire da quella data esse sono diventate parte del Governatorato di Socotra.
È il governatorato più vasto dello Yemen.